# Claudia Reh

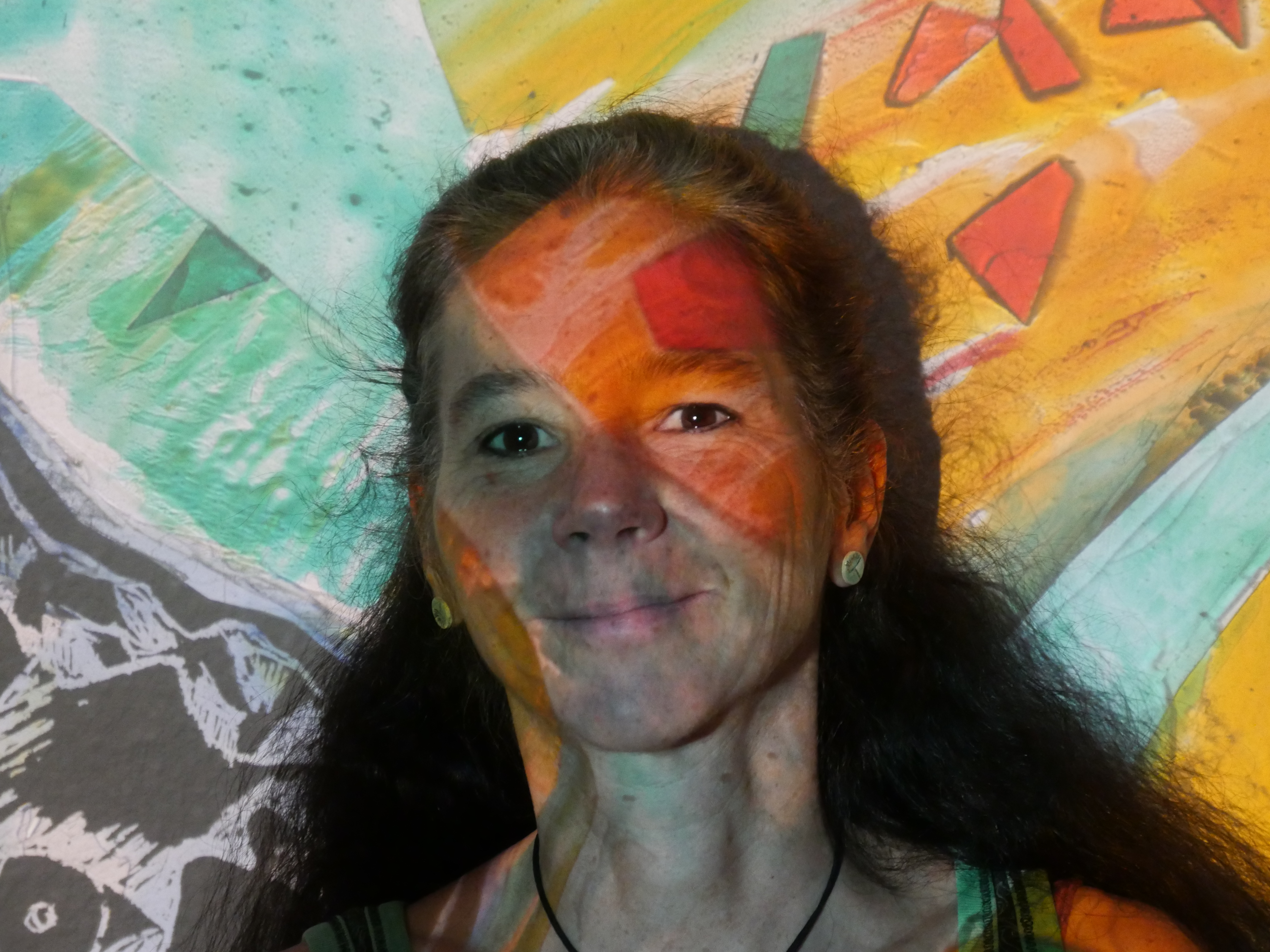
Porträt Claudia Reh (2023)

Claudia Reh (* 1970 in Königs Wusterhausen) ist eine deutsche Lichtkünstlerin.

## Leben und Werk
Nach einer Ausbildung zur Landschaftsgärtnerin studierte Claudia Reh von 1990 bis 1996 Landschaftsarchitektur an der Technischen Universität Dresden und schloss mit einem Diplom ab.
Neben ihrer Arbeit als Landschaftsarchitektin begann sie zunächst als Bildende Künstlerin mit Arbeiten auf Leinwand und Papier, Lithografie, Objekten und Installationen, bevor sie sich ab 2006 auf die Arbeit mit lichtstarken Overheadprojektoren für Lichtprojektionen und Livepaintings konzentrierte. In dieser Zeit entwickelte sie das Label Echtzeitlicht, unter dem sie sich mit Lichtinstallationen (Light Murals) und Livepainting-Performances, vorwiegend im öffentlichen Raum, beschäftigt. Im März 2008 absolvierte sie einen Stipendienaufenthalt im Künstlerhaus Salzburg. Seit 2012 nimmt sie regelmäßig an internationalen Lichtfestivals teil.
Sie ist an der Entwicklung von Theaterstücken mit Lichtperformances (unter anderem im LOFFT Leipzig, im Societaetstheater und im Projekttheater Dresden) beteiligt. Seit 2009 arbeitet sie außerdem an Animations- und Dokumentarfilmen. Von 2014 bis 2017 studierte sie Dokumentarfilmregie an der filmArche in Berlin.
Claudia Reh ist Mutter einer Tochter und lebt in Dresden.

## Lichtinstallationen und Performances im öffentlichen Raum (Auswahl)
- 2026: Copenhagen Light Festival, Kopenhagen (Dänemark): „Imagine Peace“[14]
- 2025: Fjord Oslo, Light Art Festival Oslo (Norwegen): „Imagine Peace“[14]
- 2025: Essen Light Festival, Essen: „Imagine Peace“[14]
- 2025: Lichterfestival Stuttgart[15]
- 2024: Speculum Artium Festival, Trbovlje (Slowenien): „All these little things“[16]
- 2024: NINFEA Festival, Rionero in Vulture (Italien): „Foresta Magica“
- 2024: Lichtfestival Gent (Belgien): „It’s a question of blue“[17]
- 2023: R.o.R intermedia art festival, Nova Gorica (Slowenien): „Turning - what we move around ...“[18]
- 2022: Nuit d'hiver, Landerneau (Frankreich): „Hortus Decem“[19][20]
- 2022: Visualia, Pula (Kroatien): „Sea light gardens“
- 2021: Vilnius Light Festival (Litauen): „Interference“
- 2021: Light Move Festival, Łódź (Polen): „Open spaces“
- 2020: Murten Licht-Festival (Schweiz): „Aussen & à l’intérieur“
- 2018: Water Light Festival , Brixen (Italien): „Am Ende fließen alle Dinge ineinander und aus der Mitte entspringt ein Fluss“
- 2017/2018: Amsterdam Light Festival (Niederlande): „It was once drifting on the water ...“
- 2016: Alberobello Light Festival (Italien): „Aquabella“
- 2015: Lighting Guerrilla, Ljubljana (Slowenien): „Echtzeitlicht“
- 2014: Lumina – Festival of Light, Cascais (Portugal): „Poem de Aqua“
- 2012/13: Amsterdam Light Festival (Niederlande): „Signs“

## Lichtperformances zu Musikaufführungen (Auswahl)
- 2025: EuropaChorAkademie: I Eat the Sun and Drink the Rain von Sven Helbig, Leitung: Kristjan Järvi, Bagger 1452.[21]
- 2023: Kammermusikabend der Staatskapelle Dresden (Simeon ten Holt: Canto ostinato) in der Semperoper Dresden[22]
- 2019: Capella Jenensis: Die vier Jahreszeiten von Antonio Vivaldi
- 2017: Cappella Sagittariana Dresden: LEIDENSCHAFTEN Eine szenische Collage mit Musik von Claudio Monteverdi[23]